# Rimini Calcio Football Club 1998-1999
Questa pagina raccoglie i dati riguardanti il Rimini Calcio Football Club nelle competizioni ufficiali della stagione 1998-1999.

## Stagione
La guida tecnica della squadra rimane a Mauro Melotti, primo allenatore dell'era Bellavista ad essere confermato dopo un campionato.
Insieme a lui, rimangono molti dei protagonisti dell'annata precedente.
L'avvio di campionato è in chiaroscuro per la formazione biancorossa: nelle prime 10 partite arrivano solo 3 vittorie, tra cui le rotonde affermazioni casalinghe contro il Teramo (3-0) e la Torres (5-0). Dall'11ª alla 14ª giornata arrivano 4 vittorie di fila, poi un pareggio a Castel San Pietro permette comunque di agganciare il primo posto in classifica. Già dalla partita successiva però (sconfitta interna contro il Mestre) la squadra di Melotti perde contatto con la vetta, e inizia una serie negativa. Nelle ultime partite, Melotti colleziona 8 punti sui 24 disponibili, venendo esonerato il 15 febbraio dopo lo 0-1 casalingo contro il San Donà.
Al suo posto arriva Franco Bonavita, che inizia con 5 pareggi consecutivi prima di battere 5-0 il Tempio e terminare il campionato da imbattuto nelle restanti partite.
L'avversario del Rimini nelle semifinali play-off è il San Donà: in Veneto sono i padroni di casa a festeggiare grazie alla rete di Evans Soligo, mentre lo 0-0 del ritorno condanna i riminesi a rimanere nuovamente in Serie C2.
Nella Coppa Italia di categoria la squadra vince il suo girone eliminatorio, subendo in seguito una doppia sconfitta dall'Ancona nei sedicesimi di finale.

## Organigramma societario
Area direttiva
- Presidente: Vincenzo Bellavista

Area organizzativa
- Team manager: Piergiorgio Ceccherini

Area comunicazione
- Segretario: Floriano Evangelisti
- Ufficio Stampa : Giuseppe Meluzzi

Area tecnica
- Allenatore: Mauro Melotti, dal 15 febbraio Franco Bonavita
- Preparatore atletico: Davide Landi
- Preparatore dei portieri: Pietro Martini

Area sanitaria
- Medico sociale: Pasquale Contento
- Massaggiatore: Pietro Rossini

## Rosa
| N. |                   | Ruolo | Calciatore           |
| -- | ----------------- | ----- | -------------------- |
|    | Italia (bandiera) | P     | Ciro Polito          |
|    | Italia (bandiera) | P     | Roberto Menghini     |
|    | Italia (bandiera) | D     | Alessio Ballanti     |
|    | Italia (bandiera) | D     | Davide Ferrari       |
|    | Italia (bandiera) | D     | Luciano Civero       |
|    | Italia (bandiera) | D     | Marco Carrara        |
|    | Italia (bandiera) | D     | Mario Masini         |
|    | Italia (bandiera) | D     | Massimiliano Striuli |
|    | Italia (bandiera) | D     | Mauro Bertoni        |
|    | Italia (bandiera) | C     | Alessandro Bellemo   |

| N. |                   | Ruolo | Calciatore          |
| -- | ----------------- | ----- | ------------------- |
|    | Italia (bandiera) | C     | Antonio Martorella  |
|    | Italia (bandiera) | C     | Arnaldo Franzini    |
|    | Italia (bandiera) | C     | Emiliano Centanni   |
|    | Italia (bandiera) | C     | Franco Micco        |
|    | Italia (bandiera) | C     | Luca Matteassi      |
|    | Italia (bandiera) | C     | Massimiliano D'Urso |
|    | Italia (bandiera) | C     | Matteo Brighi       |
|    | Italia (bandiera) | A     | Cristian Baldelli   |
|    | Italia (bandiera) | A     | Gianluca Pittaluga  |
|    | Italia (bandiera) | A     | Andrea Tedeschi     |

## Risultati

### Campionato

#### Girone di andata
| 6 settembre 1998 1ª giornata | Gubbio | 1 – 2 | Rimini |  |

| 13 settembre 1998 2ª giornata | Rimini | 1 – 2 | Sassuolo |  |

| 20 settembre 1998 3ª giornata | Rimini | 1 – 1 | Fano |  |

| 27 settembre 1998 4ª giornata | Viterbese | 2 – 2 | Rimini |  |

| 4 ottobre 1998 5ª giornata | Rimini | 3 – 0 | Teramo |  |

| 11 ottobre 1998 6ª giornata | San Donà | 1 – 1 | Rimini |  |

| 18 ottobre 1998 7ª giornata | Rimini | 5 – 0 | Torres |  |

| 25 ottobre 1998 8ª giornata | Vis Pesaro | 0 – 0 | Rimini |  |

| 1º novembre 1998 9ª giornata | Rimini | 1 – 1 | Trento |  |

| 8 novembre 1998 10ª giornata | Faenza | 1 – 1 | Rimini |  |

| 22 novembre 1998 11ª giornata | Rimini | 4 – 0 | Giorgione |  |

| 29 novembre 1998 12ª giornata | Tempio | 0 – 1 | Rimini |  |

| 6 dicembre 1998 13ª giornata | Rimini | 1 – 0 | Maceratese |  |

| 13 dicembre 1998 14ª giornata | Baracca Lugo | 1 – 2 | Rimini |  |

| 20 dicembre 1998 15ª giornata | Castel San Pietro | 1 – 1 | Rimini |  |

| 23 dicembre 1998 16ª giornata | Rimini | 0 – 1 | Mestre |  |

| 6 gennaio 1999 17ª giornata | Triestina | 0 – 0 | Rimini |  |

#### Girone di ritorno
| 10 gennaio 1999 18ª giornata | Rimini | 0 – 0 | Gubbio |  |

| 17 gennaio 1999 19ª giornata | Sassuolo | 0 – 0 | Rimini |  |

| 24 gennaio 1999 20ª giornata | Fano | 0 – 1 | Rimini |  |

| 31 gennaio 1999 21ª giornata | Rimini | 0 – 0 | Viterbese |  |

| 7 febbraio 1999 22ª giornata | Teramo | 1 – 1 | Rimini |  |

| 14 febbraio 1999 23ª giornata | Rimini | 0 – 1 | San Donà |  |

| 28 febbraio 1999 24ª giornata | Torres | 1 – 1 | Rimini |  |

| 7 marzo 1999 25ª giornata | Rimini | 2 – 2 | Vis Pesaro |  |

| 14 marzo 1999 26ª giornata | Trento | 1 – 1 | Rimini |  |

| 21 marzo 1999 27ª giornata | Rimini | 0 – 0 | Faenza |  |

| 28 marzo 1999 28ª giornata | Giorgione | 1 – 1 | Rimini |  |

| 11 aprile 1999 29ª giornata | Rimini | 5 – 0 | Tempio |  |

| 18 aprile 1999 30ª giornata | Maceratese | 1 – 1 | Rimini |  |

| 25 aprile 1999 31ª giornata | Rimini | 3 – 0 | Baracca Lugo |  |

| 2 maggio 1999 32ª giornata | Rimini | 2 – 0 | Castel San Pietro |  |

| 9 maggio 1999 33ª giornata | Mestre | 0 – 0 | Rimini |  |

| 16 maggio 1999 34ª giornata | Rimini | 2 – 1 | Triestina |  |